# 法蓮寺 (一宮市)
法蓮寺（ほうれんじ）は、愛知県一宮市木曽川町にある日蓮宗の寺院。山号は妙王山。

## 由緒
明応2年（1493年）、日妙により創建されたと伝わる。戦国時代には、山内盛豊（山内一豊の父）の菩提寺として庇護されている。境内には山内一豊公出生之地碑があるほか、本堂の裏側に山内盛豊と長男十郎の墓がある。

## 文化財

### 一宮市指定文化財
- 山内但馬守盛豊,十郎父子の墓（史跡）
- 日相上人墳墓記（書跡・典籍）　元禄11年
- 天目茶碗（工芸）

## ギャラリー

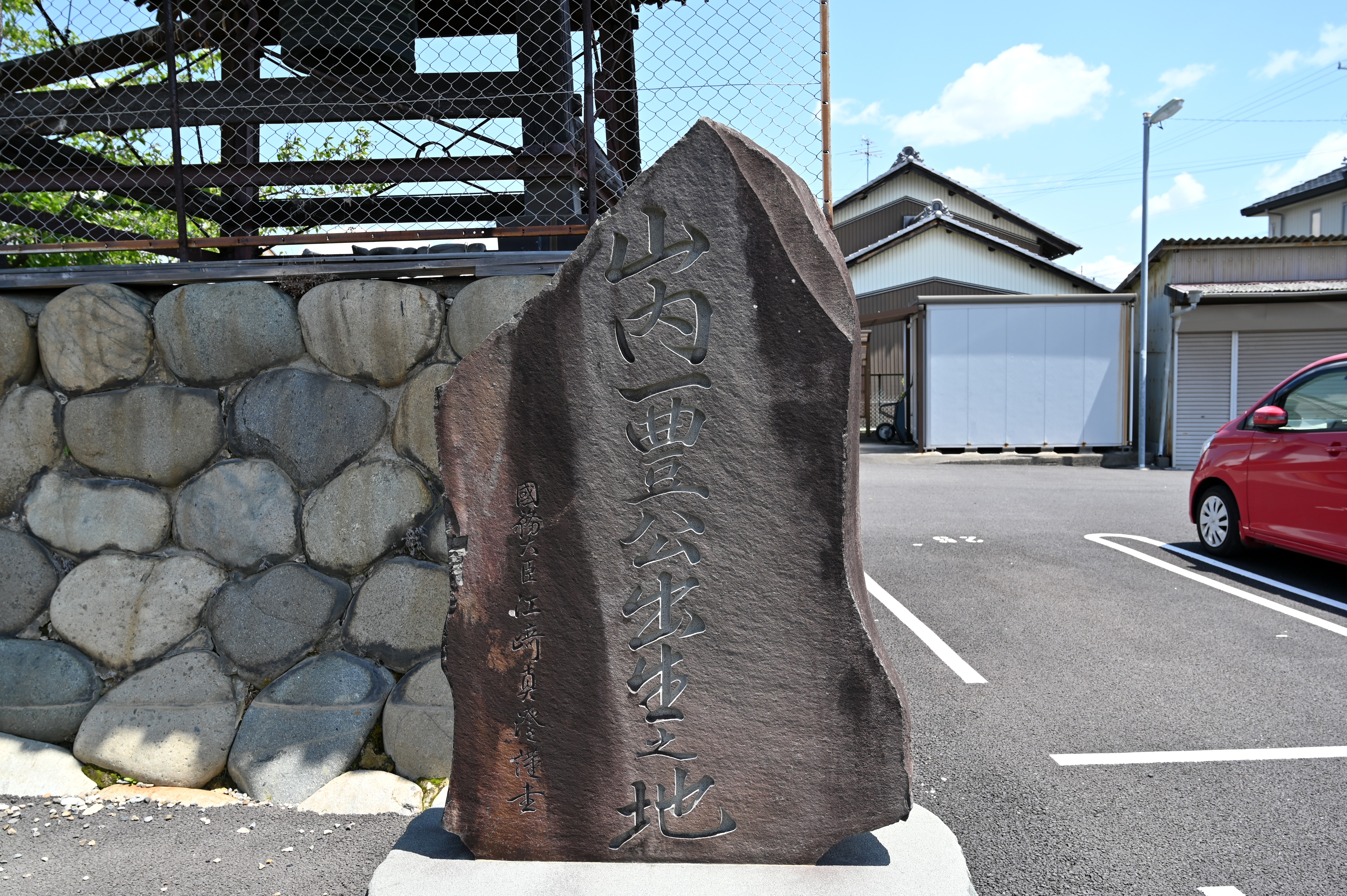
山内一豊公出生之地碑
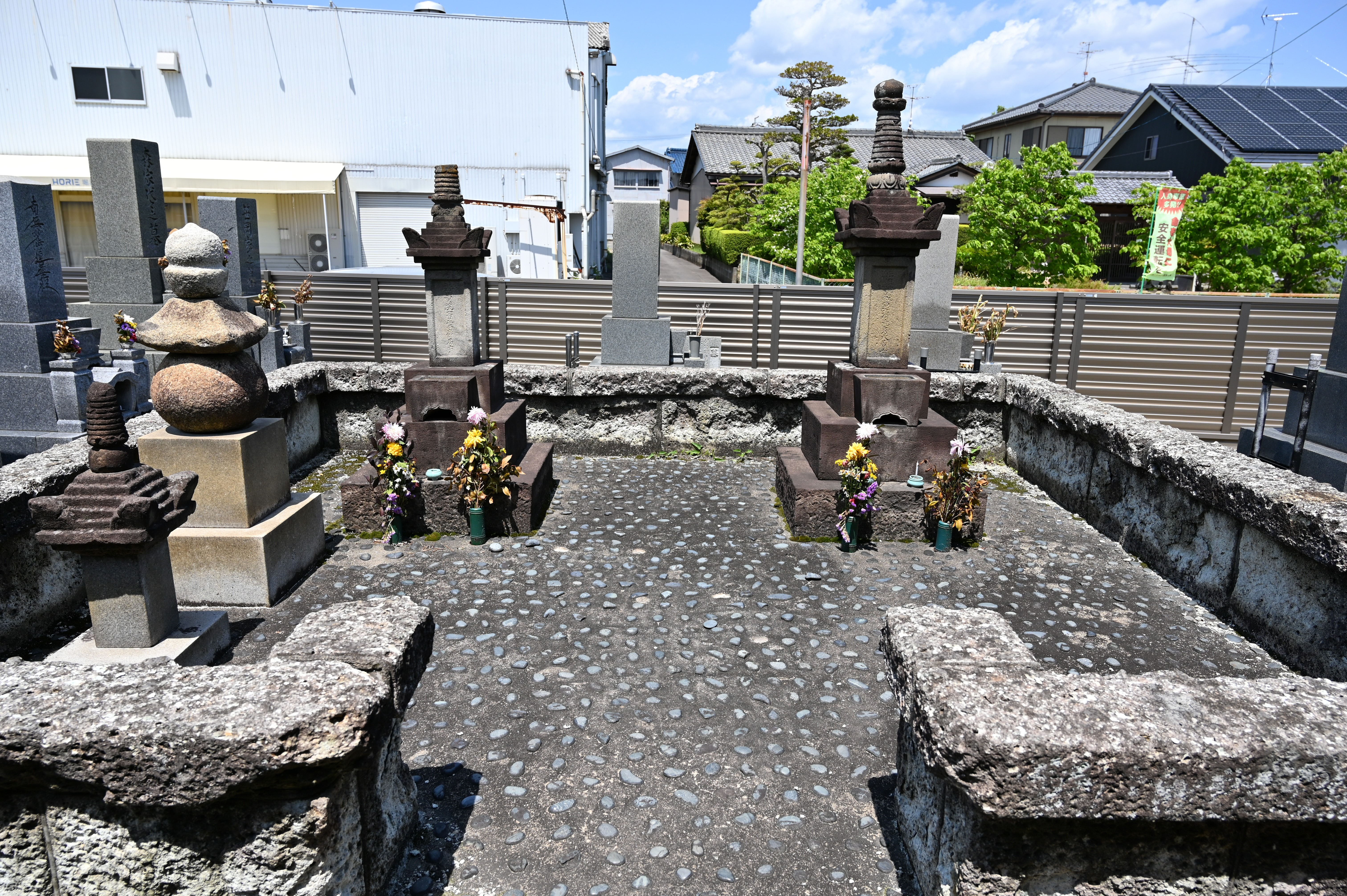
山内盛豊（向かって右）,十郎父子の墓
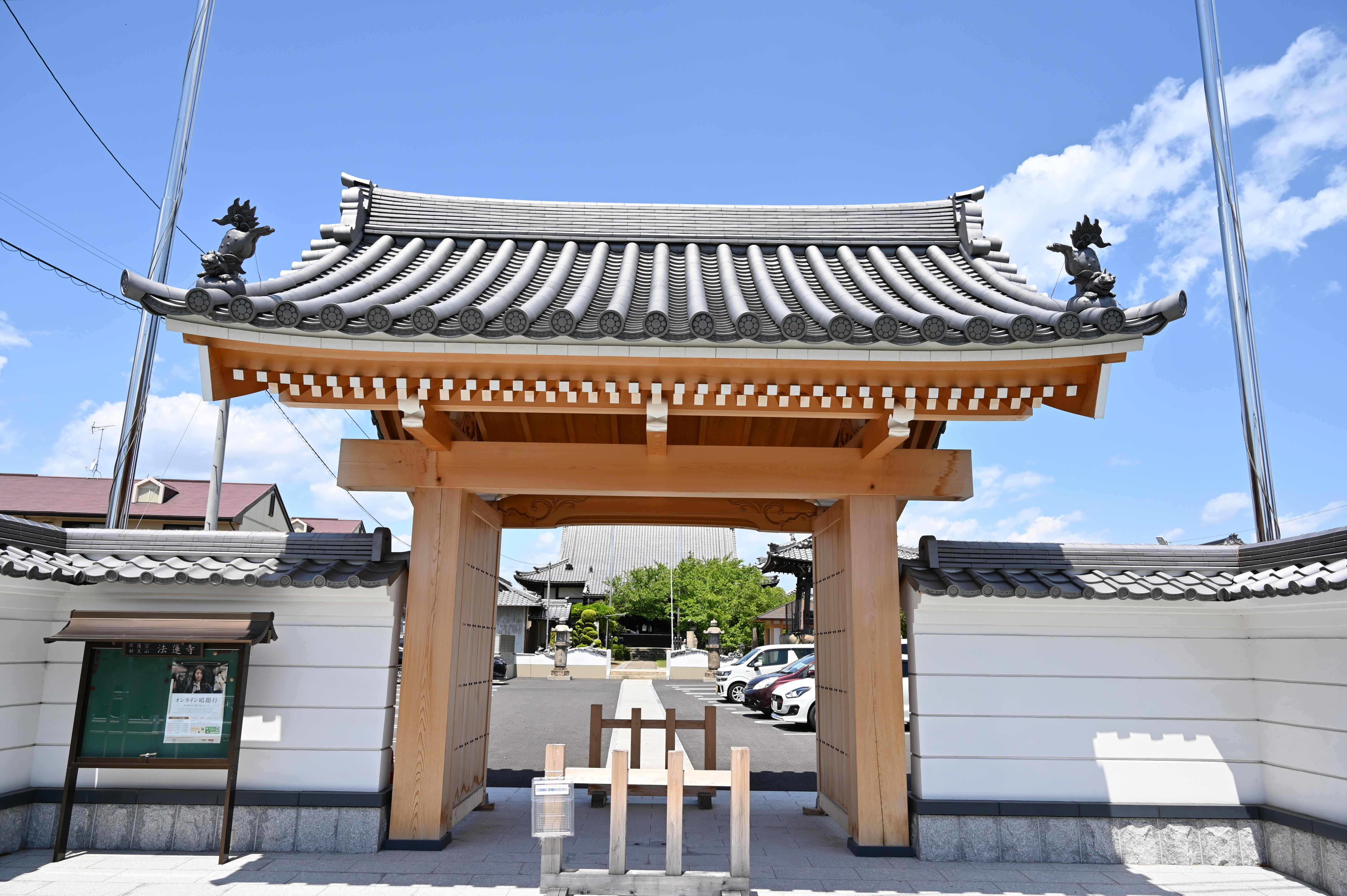
山門
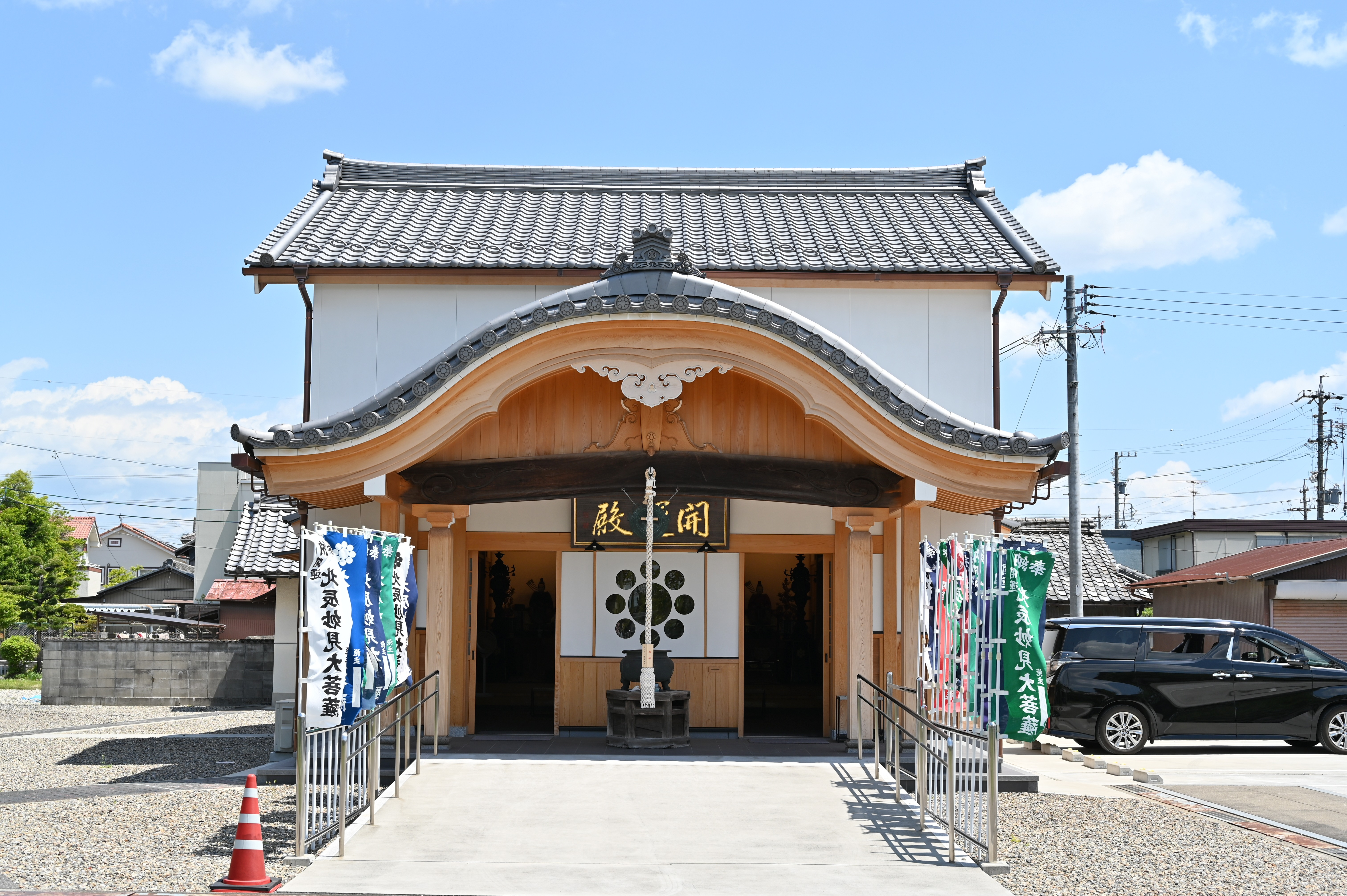
開運殿
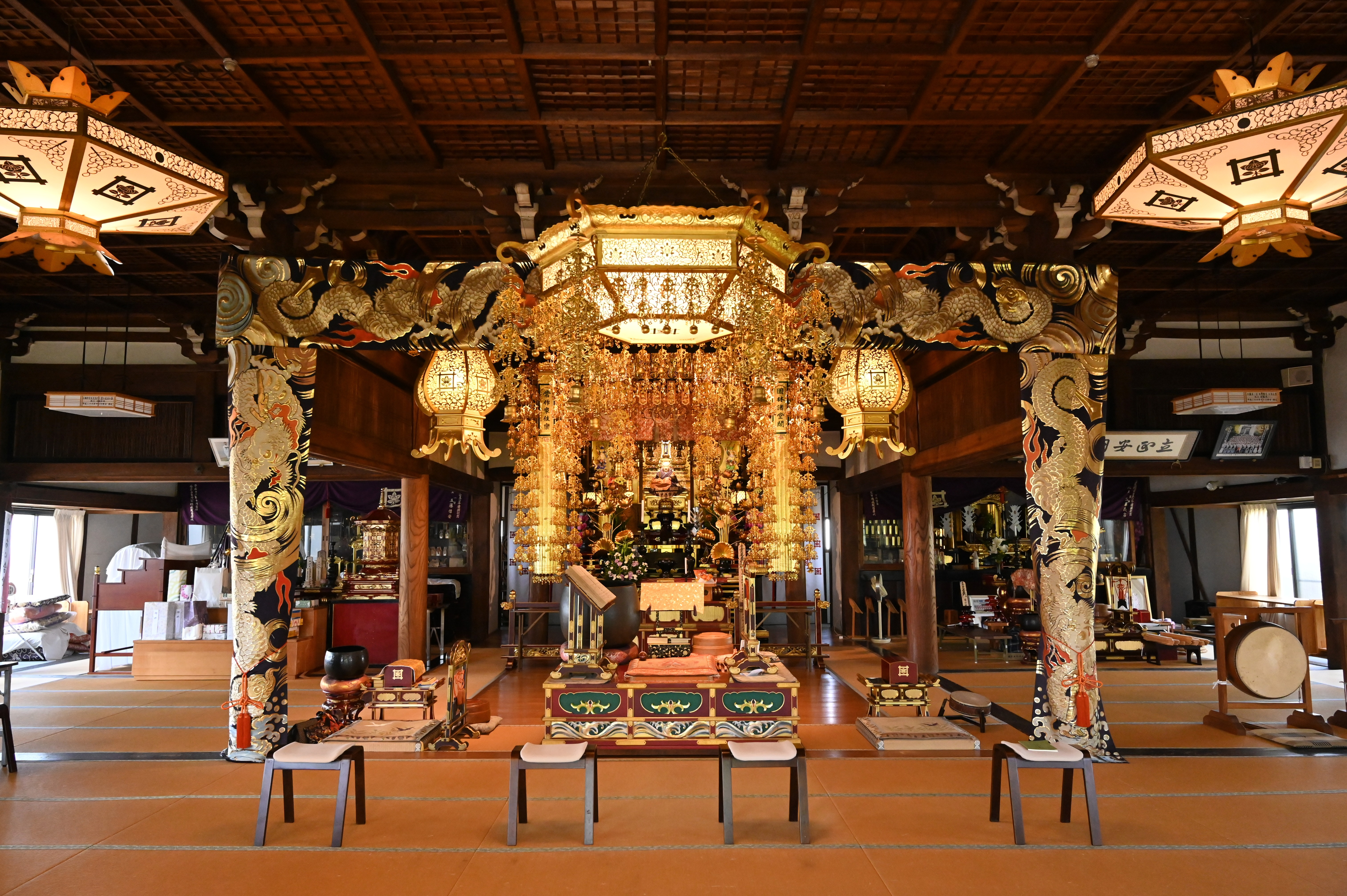
本堂内陣